# Phil Bosmans
Ojciec Phil Bosmans (ur. 1 lipca 1922, zm. 17 stycznia 2012) – flamandzki (Belgia) pisarz oraz kapłan katolicki. Zakonnik ze Zgromadzenia Misjonarzy z Montfort mieszkał w klasztorze w Kontich pod Antwerpią. Autor wielu poczytnych wierszy i aforyzmów dotyczących cierpienia, samotności i odczuwania.
Ojciec Bosmans urodził się w miejscowości Gruitrode, jako jedno z czwórki dzieci prostego farmera. W wieku 16 lat przeprowadził się do Genk. Jego rodziców nie było stać na wysłanie dzieci na studia. Z pomocą ciotki i mnicha z Montfort otrzymał możliwość podjęcia studiów w Rotselaar niedaleko Leuven. 
W 1941 roku, Phil Bosmans został przyjęty do Zgromadzenia Misjonarzy w Montfort. W 1945 udał się do Oirschot w Holandii, gdzie został wyświęcony na kapłana 7 marca 1948 roku. 
Do 1991 ojciec Bosmans był przewodniczącym założonego przez niego Ruchu Bez Nazwy.
W grudniu 1994 roku doświadczył nieszczęśliwego wypadku samochodowego, który pozostawił ślad w postaci paraliżu prawej ręki i nogi. Dzięki intensywnej terapii jego stan uległ znacznej poprawie. Potrafił pisać lewą ręką i znał podstawy obsługi komputera.
7 marca 1998 w Kontich-Kazerne, gdzie mieszkał, świętował pięćdziesięciolecie swoich święceń kapłańskich. We wrześniu tegoż roku został przyjęty na prywatnej audiencji u króla Alberta II.